# Pop-Up Video
Pop Up Video es un programa de televisión de la cadena VH1 en el cual "aparecen" burbujas -oficialmente llamadas "info pepitas"- que contienen trivia, chistes e insinuaciones sexuales dudosas sobre videos musicales. El show fue creado por Woody Thompson y Tad Low y se estrenó el 27 de octubre de 1996. Durante un tiempo, fue el programa de mayor audiencia en VH1, aunque Behind the Music lo alcanzó en 1998. Fue producido originalmente por Spin the Bottle Inc. y luego por  Eyeboogie Inc. durante su funcionamiento original.
En octubre de 2011, Pop Up Video fue revivido por VH1, con nuevos vídeos con nueva trivia y comentarios. La producción revivida fue continuada por Eyeboogie Inc.
En abril de 2012 fue estrenado el revival de Pop Up Video en VH1 Latinoamérica.

## Formato
La mayoría de los episodios de Pop Up Video emiten cuatro o cinco videos cada uno, seleccionados para incluir temas nuevo, más viejos, así como los videos "clásico" y "cursi". Las burbujas que aparecen en cada vídeo aparecen generalmente aproximadamente cada 10-15 segundos y su contenido se divide entre la información sobre el artista destacado, la producción del video, y datos aleatorios. Uno de los escritores del personal de la serie se asigna a cada vídeo. Los costos de producción de cada episodio total de alrededor de $30,000.
La información "al azar", presentada en burbujas, incluye con frecuencia las estadísticas y los datos demográficos, curiosidades médicas, científicas e históricas, las definiciones y las listas de una amplia gama de temas. Gary Burns, en Journal of Popular Film and Television, también señala como un tema recurrente "intento de los productores de convertir prácticamente cualquier vídeo aparecido en marcha en una broma de mal gusto".
A menudo, el equipo de filmación del vídeo en cuestión se entrevistó en el proceso de investigación; Todos, desde el director a maquilladores, coreógrafos, modelos y extras se podrían utilizar como fuentes. Además, los productores solicitaron información por medio de una línea telefónica (se muestra durante los créditos finales) y la página web. datos generales tienen doble o triple de origen, según los productores.

## Historia
Thompson y Low anteriormente trabajaron juntos en la noche de talk show de Brandon Tartikoff Last Call, antes de que se cancelara en 1994. Pasaron los próximos dos años haciendo lanzamientos de ideas para programas de televisión de varias redes; a finales de 1995, la iteración original del concepto de espectáculo, titulado Pop Up Videos, fue enviado a los ejecutivos de VH1, junto con una serie de otros conceptos que hacen el uso de los aspectos de canciones o videos musicales. El episodio piloto costó 3.000 dólares para producir, el primer vídeo que desea reproducir en el programa fue "Missing You" de Tina Turner.
En 1997 vio el perfil de Pop Up Video expandirse a medida que las publicaciones de noticias populares como The New York Times, Newsweek, y Entertainment Weekly todos los artículos producidos sobre el espectáculo. [7]
En 2000, Entertainment Weekly informó que Low ya no estaba involucrado con la producción de la serie.

## Reinicio
VH1 ordenó 60 nuevos episodios de media hora de Pop Up Video al aire a partir del 3 de octubre de 2011.  Además del formato de vídeo de la música tradicional, cinco de los episodios más populares de la primera temporada de Jersey Shore se les dio la tratamiento pop-up en la primavera de 2012.
El 20 de julio de 2012 VH1 confirmó una nueva temporada saldrá al aire a partir del 6 de agosto de 2012 a las 12:00.